# Benedetto Tola
 Benedetto Tola  (Brescia, 1525 - 1572)  est un  musicien et peintre italien qui a été actif au Cinquecento.

## Biographie
En 1549, Benedetto et ses frères Gabriele et Quirino sont envoyés à Dresde par le Prince-évêque de Trente Cristoforo Madruzzo où ils sont engagés en tant que musiciens mais aussi comme peintres. Avant d'arriver à la Cour de Dresde, Benedetto Tola avait travaillé dans l'atelier de Girolamo Romano.
En 1568, une de ses filles, Agnes, épouse Antonio Scandello.